# Marxizmus–leninizmus

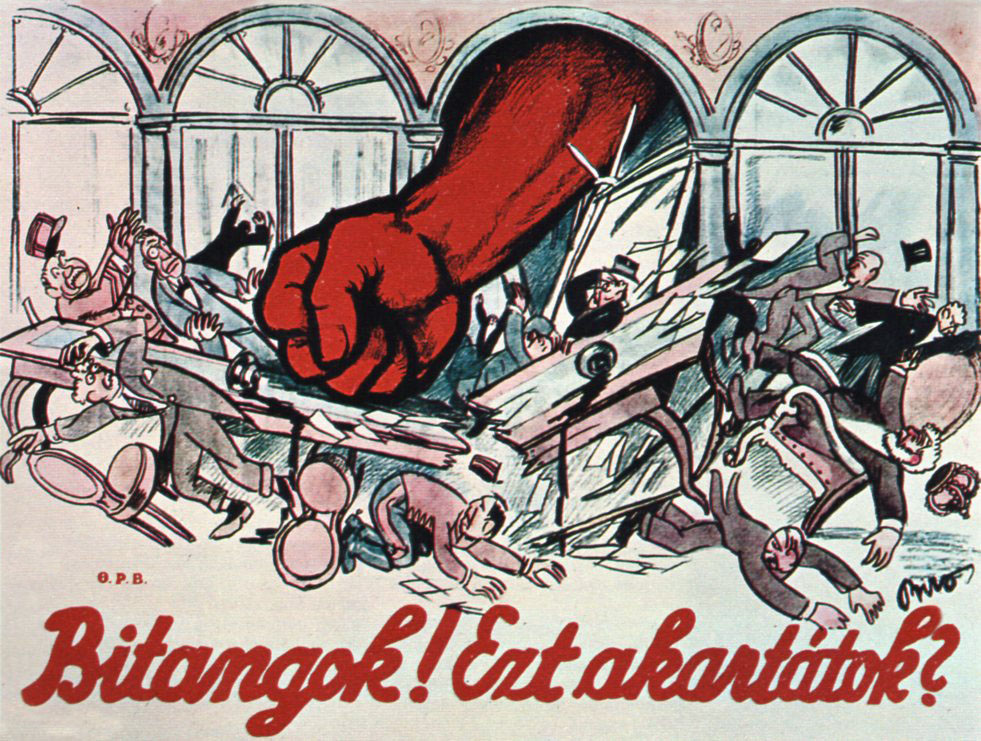
Magyar forradalmi szocialista plakát 1919-ből (a versailles-i békerendszer ellen)

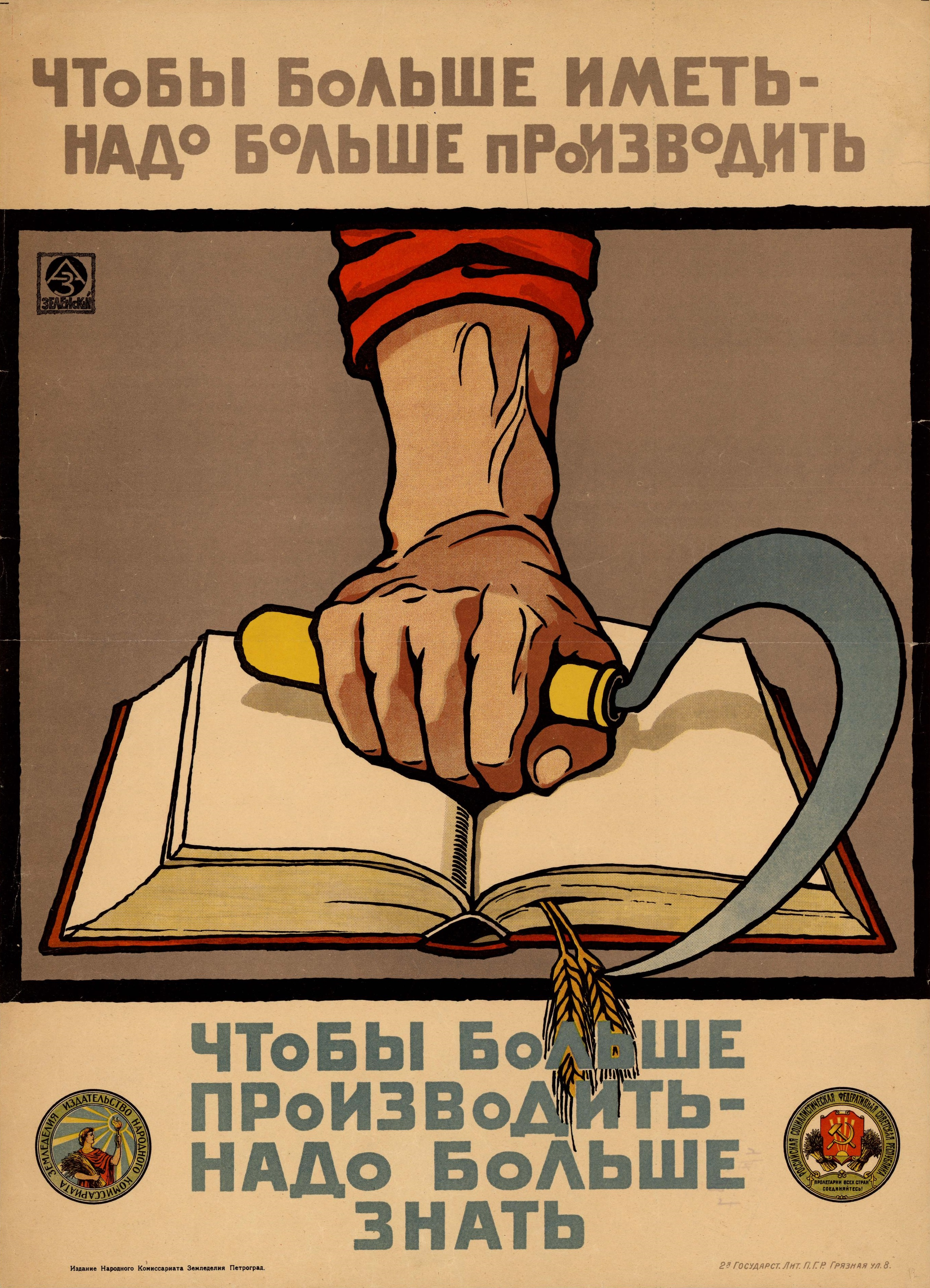
A tanulás fontosságát propagáló 1920-as szovjet plakát: a több jóléthez több termelés kell, a több termeléshez több tudás

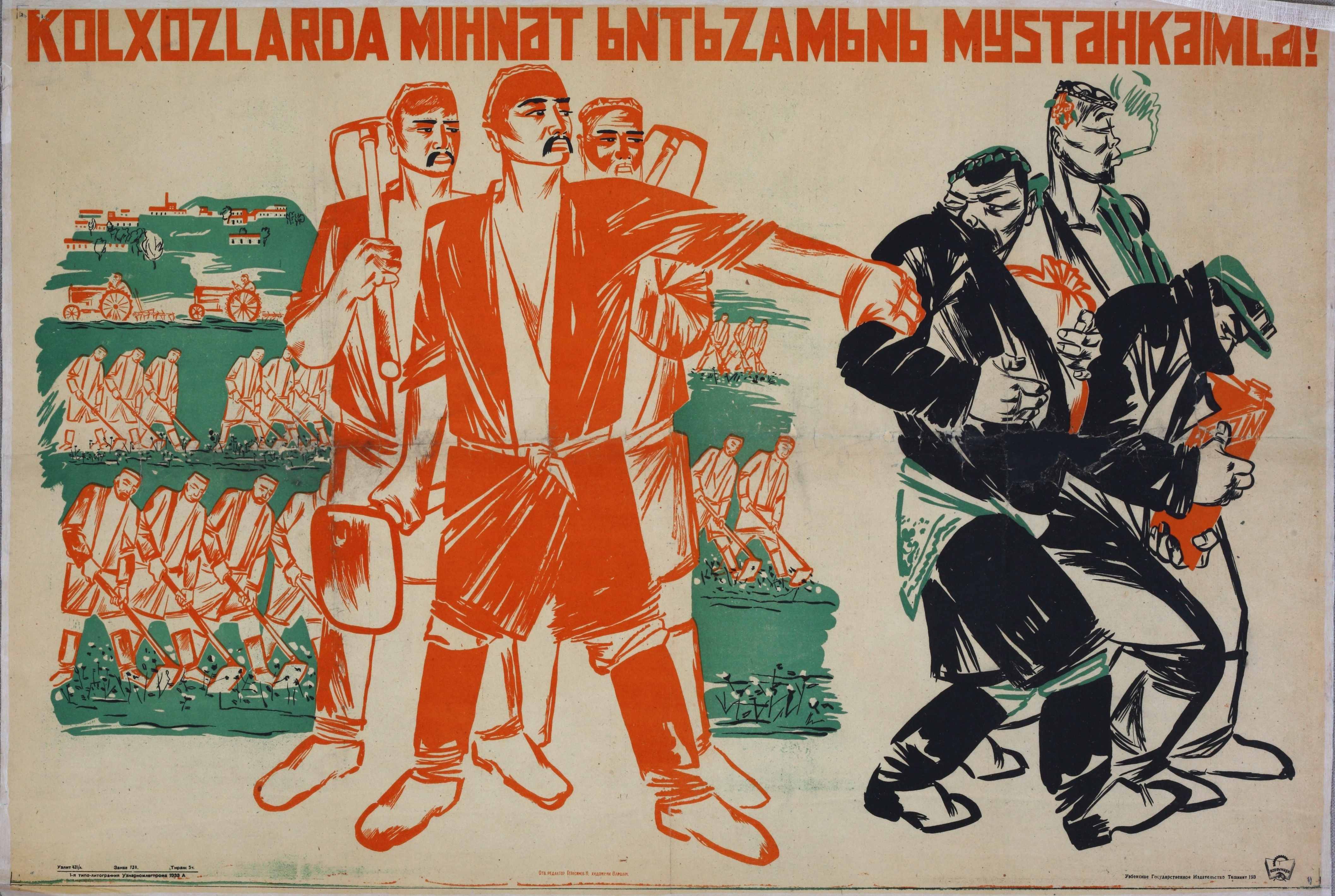
A szövetkezeti parasztságot buzdító 1933-as szovjet plakát Azerbajdzsánból

A marxizmus–leninizmus Karl Marx, Friedrich Engels és Vlagyimir Iljics Lenin filozófiai, közgazdasági és társadalmi-politikai nézeteinek összefüggő eszmerendszere. A kifejezés használatát Joszif Visszarionovics Sztálin vezette be Lenin halála után mint a marxi tanításoknak Lenin által az imperializmus időszakában, az osztályharc és a proletárforradalom új viszonyai között továbbfejlesztett elméletét, azaz a marxizmus és a leninizmus egységes rendszerét. Legfontosabb tétele, hogy a munkásosztály világtörténelmi szerepe az osztály nélküli kommunista társadalom megteremtése. Lenin egyik legjelentősebb újítása Marx elméletéhez képest az a tétel volt, miszerint a szocialista forradalomnak nem kell világméretűnek lenni, az győzhet egy országban is, mégpedig nem feltétlen a legfejlettebb kapitalista országban. A fogalom az 1920-as évek közepétől vált a Szovjetunió hivatalos politikai ideológiájává, majd a második világháború után a többi államszocialista ország is átvette.

## Meghatározása
A marxizmus–leninizmus a saját magára vonatkozó meghatározása szerint a munkásosztálynak a tőkés osztály elleni forradalmi harcára és a szocialista társadalom építésére vonatkozó elmélete és gyakorlata; a kommunista és munkáspártok elvi programja, a kommunista világnézet elmélete.
A marxizmus–leninizmus fogalma egyben megkülönböztetésként is szolgált a munkásmozgalmon belül egyrészt a trockizmustól, másrészt az úgynevezett jobboldali elhajló irányzatoktól, amelyek nem forradalmi úton törekedtek a munkásosztály helyzetének javítására, mint a reformizmus, revizionizmus és a szociáldemokrácia.

## Részei
Lenin A marxizmus három forrása és három alkotórésze című munkája nyomán a marxizmus–leninizmus eszmerendszere is három részre tagolódik, a filozófiai részre, ami a dialektikus és történelmi materializmus, a közgazdasági ágra, ami a marxista közgazdaságtant foglalja magába, valamint a politikatudományi ágazatra, a tudományos szocializmusra (ezt a diszciplínát egyes országokban tudományos kommunizmusnak nevezték).

## A marxizmus–leninizmus mint a szocialista állam ideológiája
Az egypárti rendszerű marxista–leninista államot a kommunista párt irányítja. Ezek az állampártok az egyes országokban különböző neveket visel(het)tek, de önmagukat a közbeszédben kommunista pártoknak, tagjaikat kommunistáknak hívták; bel- és külföldi ideológiai ellenfeleik is egyaránt így tekintettek rájuk. Az uralkodó pártok magukat a munkásosztály és a proletariátus élcsapatainak tartották, feladatukként a szocializmus, a szocialista társadalom (történelmi perspektívában a kommunizmus) építését jelölték meg. E fejlődés első szakaszában azt a célt tűzték maguk elé, hogy a tőkés társadalmi rendszerből létrehozzák a szocialista államot, majd a következő történelmi fázisban ebből a kommunista társadalmat, ahol megszűnnek az osztályok és érvényre jut az az elv, hogy mindenki képességei szerint dolgozik és szükségletei szerint részesedik a közösen létrehozott javakból. A szocialista állam formája kezdetben a proletárdiktatúra, a vezető párt munkamódszere a demokratikus centralizmus.

### Gazdaságirányítás
A marxista–leninista állam a társadalom gazdasági szükségletei kielégítése érdekében tervgazdálkodást folytat, hogy koordinálja a termelőeszközök működését, az áruk és szolgáltatások elosztását az egész népgazdaságban. A munkások bérét képzettségük, valamint az általuk végzett munka mennyisége és minősége alapján határozzák meg. Az áruk árát is elsősorban használati értékük alapján rögzítették, figyelmen kívül hagyva a termelési költségeket, a munkaérték-elméletet és a határhaszon-elméletet egyaránt, ami mindenütt krónikus hiánygazdálkodáshoz vezetett.

### Társadalom

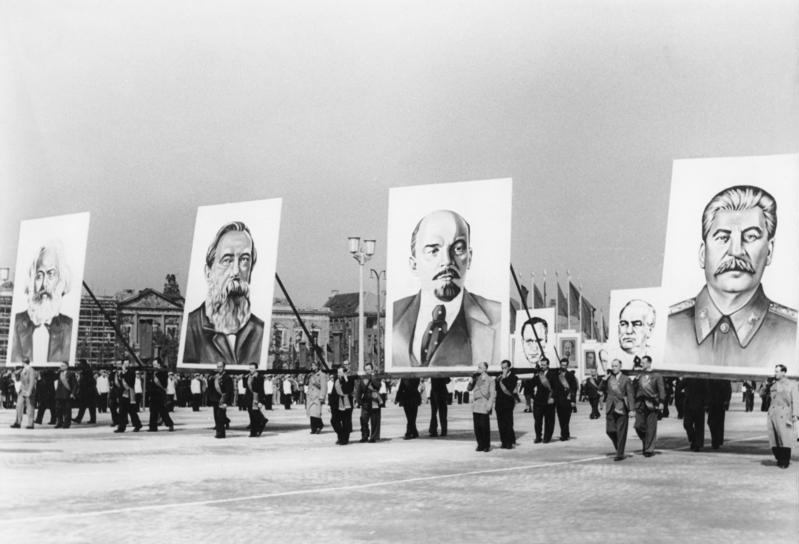
Berlini felvonulás poszterei 1953-ban

A szocialista forradalom jegyében megszüntették a termelőeszközök magántulajdonát és azokat államosították, illetve a kistulajdonosok esetében szövetkezetekbe tömörítették őket. A burzsoázia megfosztása a magántulajdonától megtörte annak politikai hatalmát is.
A marxista–leninista állam bevezette az általános egészségbiztosítást, a minden szinten ingyenes közoktatást, és számos más szociális juttatást biztosított a dolgozóknak (családi pótlék, 8 órás munkaidő, fizetett szabadság), de az elmaradott gazdaság miatt természetesen a kornak megfelelő alacsony szinten. A közoktatás kötelező részévé tették a proletariátus osztályöntudatra nevelését, a marxizmus–leninizmus elméletének tanulmányozását.
A családjog terén nagy lépéseket tettek a nők egyenjogúsítása felé, bevezették a polgári házasság intézményét, lehetővé tették a válást. Eltörölték a házasságon kívül született, úgynevezett törvénytelen gyermekek hátrányos jogi helyzetét.

#### Az állam és az egyház elválasztása

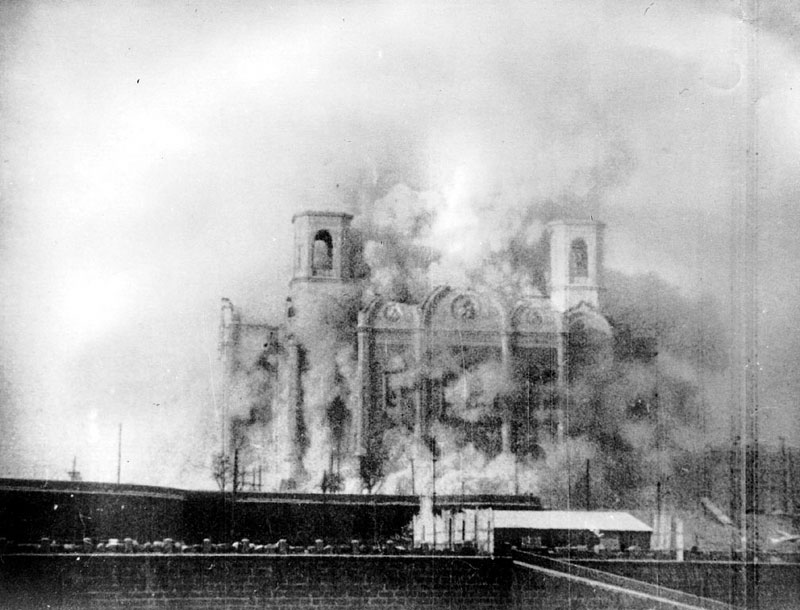
A moszkvai Megváltó Krisztus-székesegyház felrobbantása 1931-ben

A marxista–leninista állam, ateista ideológiájának megfelelően, szigorúan elválasztotta egymástól az államot és az egyházakat.
Az uralkodó ideológia a materializmus lett, ennek jegyében az egyházakat – koronként és országonként változó keménységgel – elnyomták, háttérbe szorították, tevékenységüket korlátozták. Amint azt az egyébként szintén ateista Vitalij Lazarevics Ginzburg írta önéletírásában, a bolsevikok nem egyszerűen elvetették az istenhitet, hanem Lenin szavaival élve „harcos ateisták” voltak, akik aktívan küzdöttek az egyházak befolyása ellen.

## Kritikája
A marxizmus–leninizmus elméletét számos különböző kiindulópontból, baloldalról is, jelentős filozófusok bírálták. Az államszocialista országok egy része csak névleg tartotta magát ehhez az ideológiához, a valóságban különböző „saját utakat” alkottak, ennek megfelelően a marxizmus–leninizmus konkrét tartalma koronként és országonként jelentősen változott. Ezektől a különbségektől eltekintve a legtöbb kritikus a következő jellemző negatívumokat határozza meg a marxizmus–leninizmus kritikája során:
- kifejezetten erős személyi kultusz jött létre;
- Leninnek az a tétele, miszerint a szocializmus egy országban(wd) is győzhet, végső fokon számos államszocialista országban erős nacionalizmushoz vezetett (például Románia Nicolae Ceaușescu, Albánia Enver Hoxha alatt);
- tanácshatalom helyett pártdiktatúra alakult ki;
- helytelen volt forradalminak nyilvánítani a parasztság egy részét;
- a burzsoázia egy részével való együttműködés a forradalmiság feladását jelentette;
- elmaradt a munkásönigazgatás megvalósítása;
- a központi bürokrácia uralma érvényesült.

## A rendszerváltás után
Az államszocialista országok túlnyomó többségében lezajlott rendszerváltozás után a fogalom használata teljesen a háttérbe szorult, kizárólag történelmi kontextusban említik.

## Fordítás
- Ez a szócikk részben vagy egészben  a   Marxismus-Leninismus című német Wikipédia-szócikk ezen változatának fordításán alapul.  Az eredeti cikk szerkesztőit annak laptörténete sorolja fel. Ez a jelzés csupán a megfogalmazás eredetét és a szerzői jogokat jelzi, nem szolgál a cikkben szereplő információk forrásmegjelöléseként.
- Ez a szócikk részben vagy egészben  a   Marxism-Leninism című angol Wikipédia-szócikk ezen változatának fordításán alapul.  Az eredeti cikk szerkesztőit annak laptörténete sorolja fel. Ez a jelzés csupán a megfogalmazás eredetét és a szerzői jogokat jelzi, nem szolgál a cikkben szereplő információk forrásmegjelöléseként.